# Suzanne Fortin-Duplessis
Pour les articles homonymes, voir Fortin et Duplessis.
Suzanne Fortin-Duplessis, née le 30 juin 1940 à Chicoutimi, est une enseignante et une femme politique canadienne. 

## Biographie
Née à Chicoutimi dans la région du Saguenay–Lac-Saint-Jean, elle commença sa carrière publique en servant comme conseillère municipale dans la municipalité de Sainte-Foy de 1981 à 1984.
Élue députée du Parti progressiste-conservateur du Canada dans la circonscription fédérale de Louis-Hébert en 1984, elle fut réélue en 1988. Sa carrière de députée prit fin en 1993 après avoir été défaite par le bloquiste Philippe Paré.
Durant son passage à la Chambre des communes, elle fut secrétaire parlementaire du ministre d'État aux Sciences et Technologie de 1987 à 1990, du ministre des Sciences de 1990 à 1991, du ministre d'État des Affaires indiennes et du Nord canadien et du ministre des Relations extérieures de 1991 à 1993, du ministre d'État au Troisième âge et du secrétaire d'État aux Affaires extérieures en 1993.
En 2008, elle et son collègue Pierre H. Vincent dirigèrent la campagne électorale du Parti conservateur du Canada. Peu avant la fin de l'année, le premier ministre Stephen Harper annonça sa nomination au poste de sénatrice de la division québécoise de Rougemont à partir de 2009.